# Pedunculata
Hà ngỗng hay bộ Hà ngỗng hay còn gọi là đằng hồ (Danh pháp khoa học: Pedunculata) là một bộ động vật gồm các loài động vật chân khớp nhưng có thân mềm mà chúng có tập tính là chuyên sống và khoét thủng các loại đá và vật chất cứng khác. Sự tương đồng giữa hình dáng các loại hà này với cổ của một loài ngỗng (Branta leucopsis) đã khiến người cổ đại liên tưởng đến những con ngỗng, hoặc ít nhất là các loài vịt trời đã tiến hóa từ con hà này.
Từ chất dính khủng khiếp mà con hà tiết ra, người ta đã chế tạo ra loại keo hà dùng để vá tàu khi bị thủng. Chỉ cần phết vào miếng kim loại rồi dán, rất nhanh mà bền chắc. Trong Y tế, keo hà dùng làm băng giấy cầm máu, bịt miệng vết thương và vết mổ. Chúng cũng là một món ăn cao cấp ở các nước Địa Trung Hải như Ý, Tây Ban Nha và Bồ Đào Nha.

## Phân nhóm
Heteralepadomorpha Newman, 1987
- Anelasmatidae Gruvel, 1905
- Heteralepadidae Nilsson-Cantell, 1921
- Koleolepadidae Hiro, 1933
- Malacolepadidae Hiro, 1937
- Microlepadidae Zevina, 1980
- Rhizolepadidae Zevina, 1980

Iblomorpha Newman, 1987
- Iblidae Leach, 1825

Lepadomorpha Pilsbry, 1916
- Lepadidae Darwin, 1852
- Oxynaspididae Gruvel, 1905
- Poecilasmatidae Annandale, 1909

Scalpellomorpha Newman, 1987
- Calanticidae Zevina, 1978
- Lithotryidae Gruvel, 1905
- Pollicipedidae Leach, 1817
- Scalpellidae Pilsbry, 1907